# 5-HT2-receptor
Az 5HT2 receptorok altípusai az 5HT (5-hidroxi-triptamin) receptorcsaládnak. Ez az a receptorcsalád, amihez a szerotonin kötődik. Az 5HT2 receptornak három altípusát ismerjük:
- 5-HT2A-receptor
- 5-HT2B-receptor
- 5-HT2C-receptor